# Журомінек
Журомінек (пол. Żurominek) — село в Польщі, у гміні Вішнево Млавського повіту Мазовецького воєводства.
Населення — 392 особи (2011).
У 1975-1998 роках село належало до Цехановського воєводства.

## Демографія
Демографічна структура станом на 31 березня 2011 року:
|          | Загалом | Допрацездатний вік | Працездатний вік | Постпрацездатний вік |
| -------- | ------- | ------------------ | ---------------- | -------------------- |
| Чоловіки | 213     | 45                 | 137              | 31                   |
| Жінки    | 179     | 23                 | 102              | 54                   |
| Разом    | 392     | 68                 | 239              | 85                   |